# Київська духовна академія (1819—1918)
Ки́ївська дух́овна акаде́мія — вищий навчальний заклад Російської православної церкви, відкритий у 1819 році, після закриття Києво-Могилянської академії.

## Історія

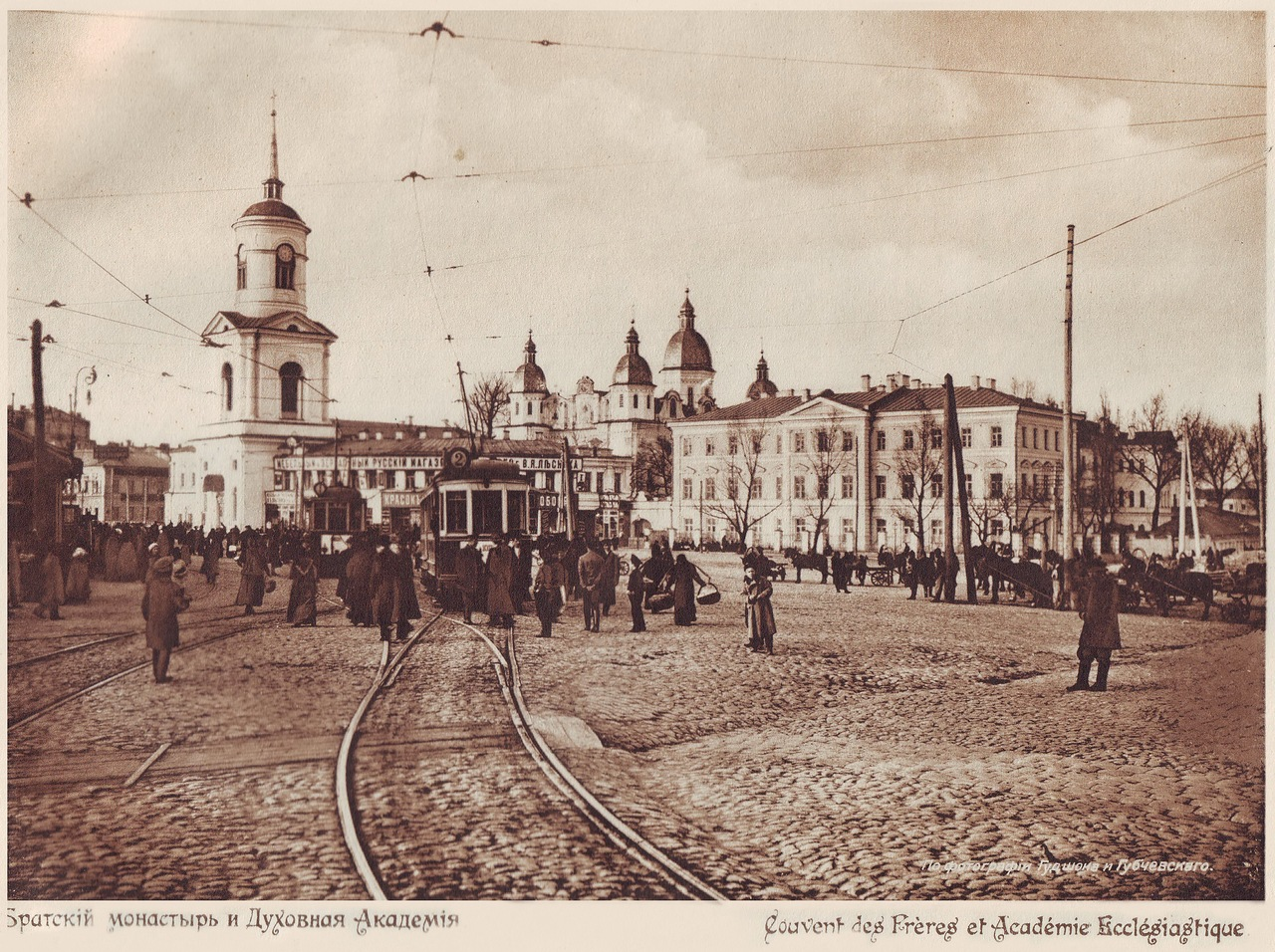
Київська духовна академії та Братський монастир, 1911 рік

Київська православна богословська академія — найстаріший православний вищий навчальний заклад в Східній Європі. Академія багато років була центром богослов'я та освіти для православних народів.
Початок академії поклала Києво-Могилянська колегія, яка була створена в 1632 році митрополитом Петром Могилою при допомозі членів Київського православного братства, до якого зокрема входили тодішній гетьман Петро Сагайдачний з Військом Запорізьким Низовим. За словами автора «Історії Русів», гетьман Сагайдачний: «спорудив Братський Київський монастир на Подолі під розпорядженням того ж Наказного Гетьмана Петра Жицького, яко в архітектурі тямущого; надав тому монастиреві заможні села і поновив у ньому з допомогою Митрополита Київського Петра Могили стародавню Київську Академію, засновану з часів останнього хрещення Русі, але від нашестя на Русь Татар приховану по різних монастирях і пещерах».
У 1659 році колегія перетворена в академію, яка стала першим в православному світі університетом загальносвітового рівня. Так, саме її вихованці склали вирішальне значення в створенні та розвитку вищої освіти в Росії XVIII сторіччя.
У 1817 році Києво-Могилянську академію закрили, проте в її приміщеннях та на її основі була створена Київська духовна академія (цю назву заклад отримав в 1819).
Духовна академія мала славу авторитетного навчального закладу в усьому православному світі. В її стінах викладали Афанасій Булгаков, Петро Кудрявцев, Тауфік Кезма, протоієрей Федір Титов, протоієрей Олександр Глаголєв. Всім їм присвячена експозиція Музею однієї вулиці на Андріївському узвозі Києва.
У 1860—1917 роках щомісячно виходив у світ науковий журнал «Труды Киевской духовной академии».
Академія закрита в 1919 році радянською владою, неофіційно діяла до середини 20-х років.
У 1947—1960 роках діяла відроджена Київська духовна семінарія, яка до 1949 року знаходилася в стінах Михайлівського Золотоверхого монастиря, в потім у стилобаті Андріївської церкви. В 1947 році були зроблені спроби відродження Київської православної духовної академії в стінах Києво-Печерської Лаври.
У 1990-х роках утворилося три навчальні заклади, котрі претендують на звання спадкоємців КДА: Київська духовна академія і семінарія (УПЦ (МП)), Київська православна богословська академія (ПЦУ) і світський Національний університет «Києво-Могилянська академія».

## Ректори академії
- Мойсей (Антипов-Богданов) (1819—1823)
- Мелетій (Леонтович) (1824—1826)
- Кирило (Куницький) (1827—1828)
- Платон (Березин) (1828)
- Смарагд (Крижанівский) (1828—1830)
- Інокентій (Борисов) (1830—1839)
- Єремія (Соловйов) (1839—1841)
- Димитрій (Муретов) (1841—1850)
- Антоній (Амфітеатров) (1851—1858)
- Ізраїль (Лукін) (1858—1859)
- Йоаникій (Руднєв) (1859—1860)
- Філарет (Філаретов) (1860—1877)
- Михаїл (Лузин) (1877—1883)
- Сільвестр (Малеванський) (1883—1898)
- Димитрій (Ковальницький) (1898—1902)
- Платон (Рождественський) (1902—1907)
- Феодосій (Олтаржевский) (1907—1910)
- Інокентій (Ястребов) (1910—1914)
- Василій (Богдашевський) (1914—1917)

## Викладачі
- Інокентій Борисов
- Афанасій Булгаков
- Олександр Глаголєв
- Сильвестр Гогоцький
- Степан Голубєв
- Василь Екземплярський
- Смарагд Крижанівський
- Іван Максимович
- Петро Кудрявцев
- Димитрій Муретов
- Микола Петров
- Володимир Рибинський — історик, богослов.
- Смолодович Данило — професор.

## Відомі випускники
- Юркевич Памфіл Данилович
- Гулак-Артемовський Петро Петрович
- Стрельбицький Іоан Хрисанфович
- Светолік Ранкович
- Шипович Іван Омелянович
- Георгієвський Василь Тимофійович
- Владимирський-Буданов Михайло Флегонтович
- Ніщеменко Корній Семенович
- Барвінок Володимир Іванович
- Грушевський Сергій Федорович